# Kouk Romiet (gmina)
Kouk Romiet – gmina (khum) w północno-zachodniej Kambodży, w północnej części prowincji Bântéay Méanchey, w dystrykcie Thmâ Puŏk. Stanowi jedną z 6 gmin dystryktu.

## Miejscowości
Na obszarze gminy położonych jest 20 miejscowości:

- Banteay Mean Rit
- Boeng Sokrom
- Boeng Ta Srei
- Kandaol
- Kdoeb Thmor
- Kouk Prich
- Kouk Romiet
- Phlov Bambaek
- Pram Minea
- Sameakki
- Sdau
- Sereika
- Spean
- Srae L'a
- Ta Lei
- Ta Song
- Thma Chhatr
- Thmei
- Trapeang Samraong
- Voa Preng